# Nesticella quelpartensis
Espèce
Synonymes
- Nesticus quelpartensis Paik & Namkung, 1969

Nesticella quelpartensis est une espèce d'araignées aranéomorphes de la famille des Nesticidae.

## Distribution
Cette espèce est endémique de Corée du Sud.

## Étymologie
Son nom d'espèce, composé de quelpart et du suffixe latin -ensis, « qui vit dans, qui habite », lui a été donné en référence au lieu de sa découverte, Quelpart, l'ancien nom de Jeju-do.

## Publication originale
- Paik, Yaginuma & Namkung, 1969 : Results of the speleological survey in South Korea 1966 XIX. Cave-dwelling spiders from the southern part of Korea. Bulletin of the National Science Museum Tokyo, vol. 12, p. 795-844.